# Laura Sarabia
Laura Camila Sarabia Torres (Bogotá, 20 de marzo de 1994) es una politóloga y asesora política colombiana. Entre el 29 de enero y 3 de julio de 2025 se desempeñó como Ministra de Relaciones Exteriores de Colombia.
Se desempeñó desde el 7 de agosto de 2022 hasta el 2 de junio de 2023 como jefe de Despacho de la Presidencia de la República. En septiembre de 2023, asumió como directora del Departamento Administrativo para la Prosperidad Social, se desempeñó desde el 23 de febrero de 2024 hasta el 20 de enero de 2025, como directora del Departamento Administrativo de la Presidencia de la República (DAPRE). En enero de 2025 fue designada como Ministra de Relaciones Exteriores, cargo del que tomó posesión el 29 de enero del mismo año hasta su renuncia el 3 de julio.

## Primeros años y estudios
Laura Sarabia Torres nació en Bogotá el 20 de marzo de 1994, en el seno de una familia con tradición militar. 
Estudió Ciencias Políticas en la Universidad Militar Nueva Granada. Entre mayo de 2014 y mayo de 2015, realizó prácticas en el Ministerio de Defensa Nacional. En 2016, realizó un curso de orientación en seguridad de defensa nacional en la Escuela Superior de Guerra. 
En 2019, cursó una especialización en Marketing Político en la Universidad Externado de Colombia, en esa misma institución cursó una maestría en Comunicación Política, graduándose en 2020.

## Relaciones políticas
Sarabia ingresó al ámbito político como asesora del Partido de la U entre enero de 2017 y junio de 2018. Entre 2018 y 2020, pasó a ser parte de la Unidad de Trabajo Lesgislativo del senador Armando Benedetti, y en 2020 fue asesora de comunicaciones del Congreso de la República.
Durante la campaña presidencial de 2022, Benedetti ofreció su equipo de trabajo para colaborar en la campaña de Gustavo Petro. Allí Sarabia y Petro se conocieron y trabajaron juntos. Petro notó la capacidad de trabajo de Sarabia, por lo que una vez posesionado como presidente le ofreció el cargo de jefe de Gabinete, cargo que más tarde fue reformado y pasó a ser oficialmente llamado jefe de Despacho Presidencial.
Durante su desempeño en dicho cargo, se destacó como una de las funcionarias más influyentes en las decisiones presidenciales y algunos medios la llegaron llamar «la mujer más poderosa dentro del Gobierno», destacando que era una mujer joven y hasta entonces desconocida para la opinión pública.

## Escándalo del polígrafo a Marelbys Meza
En junio de 2023, Sarabia renunció a su cargo de jefe de Despacho Presidencial tras darse a conocer acusaciones de haber ordenado realizar una prueba de polígrafo a la niñera de su hijo, Marelbys Meza, tras la desaparición de alrededor de siete mil dólares de viáticos de viajes oficiales del Gobierno que albergaba en su residencia, utilizando recursos e infraestructura oficial del Gobierno de Colombia, en lo que se ha considerado una supuesta práctica de abuso de poder. Posteriormente se descubríría que dicha niñera también tuvo su teléfono móvil intervenido por entidades del Gobierno colombiano, sospechándose que fue por orden suya, situación que se encuentra en investigación actualmente.
En su momento, el Gobierno nacional justificó el uso de polígrafo por tratarse de la seguridad de un alto funcionario del Gobierno. Pero la investigación de la Procuraduría General de la Nación encontró que las preguntas realizadas a Marelbys Meza se limitaron únicamente sobre un dinero que había perdido Sarabia en su residencia y no a asuntos de seguridad del Estado.

## Regreso al Gobierno
En 2023, Sarabia fue nombrada como directora del Departamento para la Prosperidad Social. El 23 de febrero de 2024 pasó a desempeñarse como directora del Departamento Administrativo de la Presidencia. El 20 de enero de 2025, Sarabia fue designada por el presidente Petro como Canciller de Colombia y asumió dicho cargo el 29 de enero de 2025.